# Cololejeunea inflectens
Cololejeunea inflectens là một loài Rêu trong họ Lejeuneaceae. Loài này được (Mitt.) Benedix mô tả khoa học đầu tiên năm 1953.